# 千葉市立青葉病院
千葉市立青葉病院（ちばしりつあおばびょういん）は千葉県千葉市中央区にある医療機関。千葉市病院事業の設置等に関する条例（昭和43年4月1日条例第12号）に基づき設置された市立の病院である。
千葉市立病院の施設老朽化に伴い、隣接する青葉町に開院した。以前の施設より5科が新設され計18科となり、病床数も約4割増床された。また、県内では3か所ある重症急性呼吸器症候群(SARS) 対応病院の一つでもある。第2次救急医療機関。

## 沿革
- 2000年（平成12年）3月 工事着工。
- 2003年（平成15年）
  - 3月28日 竣工[2]。
  - 5月1日 開院。
- 2011年4月1日 - 地方公営企業法全部適用。
- 2019年4月1日 -許可病床数を369床に減床。

## 診療科
- 内科
- 精神科
- 神経内科
- 呼吸器科
- 消化器科
- 循環器科
- 小児科
- 外科
- 整形外科
- 産婦人科
- リハビリテーション科
- 放射線科
- 麻酔科
- 皮膚科
- 泌尿器科
- 眼科
- 耳鼻咽喉科
- 歯科

## アクセス
- JR東日本 千葉駅 東口6番乗り場から
  - ちばシティバス「川戸都苑」行で約20分、「市立青葉病院」下車、徒歩で約1分

- JR東日本 千葉駅 東口7番乗り場から
  - 京成バス「南矢作」行で約20分、「市立青葉病院」下車、徒歩で約1分